# Lasioglossum aethiopicum
Lasioglossum aethiopicum är en biart som först beskrevs av Cameron 1905.  Lasioglossum aethiopicum ingår i släktet smalbin, och familjen vägbin. Inga underarter finns listade i Catalogue of Life.